# Esporte Clube Aranãs
O Esporte Clube Aranãs ou simplesmente Aranãs é uma agremiação de futebol amador da cidade de Capelinha no Estado de Minas Gerais. Equipe popular no município e no Vale do Jequitinhonha, manda seus jogos no Estádio Newton Ribeiro. As cores do clube são o Verde e o Branco. 

## História
O Esporte Clube Aranãs foi fundado em 1984,  o nome do clube faz referência à tribo indígena Aranãs que vivia nos arredores de Capelinha; o primeiro uniforme do clube era nas cores laranja e preta, sendo posteriormente substituído pelo uniforme verde e branco.  
Na década de 1990, devido à desavenças internas, o clube se dividiu em dois. Parte dos diretores permaneceram no Aranãs e outros formaram o Capivari Futebol Clube, que viria a ser, a partir do surgimento da Copa Aranãs FM, o arquirrival do Aranãs na cidade.[carece de fontes?]

## Títulos
- Copa Aranãs FM: Heptacampeão[3]

## Copa Aranãs FM
Disputada desde a década de 1990, a Copa Aranãs FM é o mais tradicional torneio futebolístico da região  e abrange várias cidades dos Vales do Jequitinhonha e Mucuri, como Teófilo Otoni, Berilo, Novo Cruzeiro, Itamarandiba, Turmalina, Angelândia, Capelinha e outros.

## Torcida
Guerreiros da Tribo é a torcida organizada do Aranãs e seus adeptos, que acompanham seus jogos no Estádio Newton Ribeiro sempre lotado.